# 大勳位瑞星大綬章
大勳位瑞星大綬章（：／）是大韓帝國的勳章，低於大勳位金尺大綬章、高於大勳位李花大綬章。

## 概要
1900年（光武4年）4月17日，大韓帝國依據第13號《勳章條例》設立金尺、李花、太極、紫鷹四個勳章。1902年（光武6年）8月12日，高宗下詔增設瑞星大勳章，其位次位於金尺大勳章之後、李花大勳章之前。瑞星章的名字源於「國初故實」，不設等級，授予大韓帝國皇帝的皇親以及文武官員中有功績者，依據皇帝特旨授予。